# Ptahchepsès III
Pour les articles homonymes, voir Ptahchepsès.
Ptahchepsès est le troisième à porter ce nom dans la liste connue à ce jour des grands prêtres de Ptah de l'Ancien Empire. 

## Sépulture
|                    | Ptahchepsès III |  |
| ------------------ | --------------- |  |
| Type               | mastaba         |  |
|                    |                 |  |
| Emplacement        | Saqqarah        |  |
| Date de découverte |                 |  |
| Découvreur         |                 |  |
| Fouilles           |                 |  |
| Objets découverts  |                 |  |

Sa tombe a été retrouvée à Saqqarah dans la partie orientale de la nécropole par Auguste Mariette. Le monument était construit en calcaire et mesurait près de trente sept mètres en façade pour une vingtaine pour les petits côtés. Au sud est de la façade une porte permettait d'accéder à la partie cultuelle et au serdâb du défunt.
La chambre de culte, de petite dimension, possédait encore la stèle funéraire du grand prêtre, donnant ses titres et fonctions mais aucun cartouche permettant de dater avec précision l'époque donc le règne pendant lequel il exerça son pontificat.
L'étude de ses titres permet selon Charles Maystre de le placer dans la seconde partie de la Ve dynastie.